# Lago Utikuma
O lago Utikuma é um lago localizado centro-norte de Alberta, Canadá. Está localizado 30 km (19 milhas) a norte do Pequeno Lago do Escravo, entre a estrada Highway 88 e da autoestrada 750.
Tem uma área total de 288 km2 , com 15,3 km2 ocupados por uma ilha. O lago é raso, com um profundidade máxima é de 5,5 m (18 pés) está a uma altitude de 648 m (2126 pés). É drenado pelo rio Utikuma pelo rio Wabasca e pelo rio Peace.
O nome Uticuma é proveniente da Língua do Povo Cree e significa: "grande peixe branco".